# آلپ ژاپن
آلپ ژاپن (日本アルプス Nihon Arupusu) گروهی رشته‌کوه در ژاپن هستند که جزیره اصلی هونشو را به دو نیم تقسیم می‌کنند. قله‌هایی که بر فراز هونشو مرکزی قرار دارند، مدت‌ها مورد احترام و زیارت بوده‌اند. این کوه‌ها برای مدت طولانی توسط مردم محلی برای مواد خام از جمله چوب، سوخت، کود، علوفه، گوشت، مواد معدنی و دارو مورد بهره‌برداری قرار می‌گرفتند. بیشتر بازدیدکنندگان برای زیارت، به ویژه زیارت معبد بودایی و قله مقدس تاته، به کوه می‌آمدند.